# Ника (кинопремия, 2014)
27-я церемония вручения наград национальной кинематографической премии «Ника» за 2013 год состоялась 1 апреля 2014 года в Московском государственном академическом театре оперетты. Лауреаты специальных наград и номинанты в состязательных категориях были объявлены на пресс-конференции 4 марта 2014 года.

## Специальные призы
- Лауреатом в номинации «Честь и достоинство» стал Народный артист СССР — Владимир Михайлович Зельдин. (награду вручал Владимир Васильев)
- В этом году Совет Академии принял решение вручить почётную награду «За вклад в кинематографические науки, критику и образование» — Всероссийскому государственному университету кинематографистов им. С.А. Герасимова (ВГИК)[1]. (награду вручал Фёдор Бондарчук)
- Специальный приз Совета Академии «За творческие достижения в искусстве телевизионного кинематографа» за 2013 год – фильм «Оттепель», режиссёр Валерий Тодоровский. (награду вручал Иван Ургант)

## Список лауреатов и номинантов
• Победители указаны первыми и выделены отдельным цветом. 
| Категории                                                                                      | Лауреаты и номинанты |
| ---------------------------------------------------------------------------------------------- | --- |
| Лучший игровой фильм награды вручали Григорий Ивлиев, Андрей Кончаловский и Игорь Шабдурасулов | • Географ глобус пропил (режиссёр: Александр Велединский, продюсеры: Вадим Горяинов, Леонид Лебедев, Валерий Тодоровский)           |
| Лучший игровой фильм награды вручали Григорий Ивлиев, Андрей Кончаловский и Игорь Шабдурасулов | • Горько! (режиссёр: Жора Крыжовников, продюсеры: Илья Бурец, Дмитрий Нелидов, Сергей Светлаков, Тимур Бекмамбетов)                 |
| Лучший игровой фильм награды вручали Григорий Ивлиев, Андрей Кончаловский и Игорь Шабдурасулов | • Долгая счастливая жизнь (режиссёр: Борис Хлебников, продюсеры: Роман Борисевич, Александр Кушаев)                                 |
| Лучший игровой фильм награды вручали Григорий Ивлиев, Андрей Кончаловский и Игорь Шабдурасулов | • Метро (режиссёр: Антон Мегердичев, продюсеры: Игорь Толстунов, Сергей Козлов)                                                     |
| Лучший игровой фильм награды вручали Григорий Ивлиев, Андрей Кончаловский и Игорь Шабдурасулов | • Сталинград (режиссёр: Фёдор Бондарчук, продюсеры: Антон Златопольский, Сергей Мелькумов, Александр Роднянский, Дмитрий Рудовский) |
| Лучший фильм стран СНГ и Балтии награды вручал Михаил Швыдкой                                  | • Хайтарма ( Украина, режиссёр: Ахтем Сейтаблаев, продюсер: Ленур Ислямов)                                                          |
| Лучший фильм стран СНГ и Балтии награды вручал Михаил Швыдкой                                  | • Экскурсантка ( Литва, режиссёр: Аудрюс Юзенас, продюсер: Альгис Семешкявичюс)                                                     |
| Лучший фильм стран СНГ и Балтии награды вручал Михаил Швыдкой                                  | • Капитализм на Поперечной улице ( Латвия, режиссёр: Ивар Селецкис, продюсер: Байба Урбане)                                         |
| Лучший фильм стран СНГ и Балтии награды вручал Михаил Швыдкой                                  | • Страсть ( Киргизия, режиссёр: Темир Бирназаров, продюсер: Темир Бирназаров)                                                       |
| Лучший фильм стран СНГ и Балтии награды вручал Михаил Швыдкой                                  | • Шал (Старик) ( Казахстан, режиссёр: Ермек Турсунов, продюсер: Александр Вовнянко)                                                 |
| Лучший неигровой фильм награду вручал Сергей Михайлов                                          | • Труба (режиссёр: Виталий Манский)                                                                                                 |
| Лучший неигровой фильм награду вручал Сергей Михайлов                                          | • Кровь (режиссёр: Алина Рудницкая)                                                                                                 |
| Лучший неигровой фильм награду вручал Сергей Михайлов                                          | • Кто такой этот Кустурица? (режиссёр: Наталья Гугуева)                                                                             |
| Лучший анимационный фильм награду вручали Гарри Бардин и Лариса Долина                         | • Ку! Кин-дза-дза (режиссёры: Георгий Данелия, Татьяна Ильина)                                                                      |
| Лучший анимационный фильм награду вручали Гарри Бардин и Лариса Долина                         | • Моя мама — самолёт (режиссёр: Юлия Аронова)                                                                                       |
| Лучший анимационный фильм награду вручали Гарри Бардин и Лариса Долина                         | • Обида (режиссёр: Анна Буданова)                                                                                                   |
| Лучшая режиссёрская работа награду вручал Вадим Абдрашитов                                     | • Александр Велединский за фильм «Географ глобус пропил»                                                                            |
| Лучшая режиссёрская работа награду вручал Вадим Абдрашитов                                     | • Фёдор Бондарчук — «Сталинград» |
| Лучшая режиссёрская работа награду вручал Вадим Абдрашитов                                     | • Юрий Быков — «Майор» |
| Лучшая режиссёрская работа награду вручал Вадим Абдрашитов                                     | • Борис Хлебников — «Долгая счастливая жизнь»                                                                                       |
| Лучшая мужская роль награду вручал Сергей Гармаш                                               | • Константин Хабенский — «Географ глобус пропил» (за роль Виктора Служкина)                                                         |
| Лучшая мужская роль награду вручал Сергей Гармаш                                               | • Максим Суханов — «Роль» (за роль Евлахова / Плотникова)                                                                           |
| Лучшая мужская роль награду вручал Сергей Гармаш                                               | • Евгений Ткачук — «Зимний путь» (за роль Лехи)                                                                                     |
| Лучшая женская роль награду вручала Алёна Свиридова                                            | • Елена Лядова — «Географ глобус пропил» (за роль Надежды Служкиной)                                                                |
| Лучшая женская роль награду вручала Алёна Свиридова                                            | • Юлия Ауг — «Интимные места» (за роль Людмилы Петровны)                                                                            |
| Лучшая женская роль награду вручала Алёна Свиридова                                            | • Виктория Исакова — «Зеркала» (за роль Марины Цветаевой)                                                                           |
| Лучшая мужская роль второго плана награду вручал Александр Филиппенко                          | • Юрий Быков — «Майор» (за роль Павла Коршунова)                                                                                    |
| Лучшая мужская роль второго плана награду вручал Александр Филиппенко                          | • Томас Кречман — «Сталинград» (за роль капитана Петера Кана)                                                                       |
| Лучшая мужская роль второго плана награду вручал Александр Филиппенко                          | • Александр Робак — «Географ глобус пропил» (за роль Максима Будкина)                                                               |
| Лучшая женская роль второго плана награду вручали Вадим Верник и Игорь Верник                  | • Наталья Фатеева — «Летящие по ветру листья» (за роль Надежды)                                                                     |
| Лучшая женская роль второго плана награду вручали Вадим Верник и Игорь Верник                  | • Ксения Раппопорт — «Распутин» (за роль Муни Головиной)                                                                            |
| Лучшая женская роль второго плана награду вручали Вадим Верник и Игорь Верник                  | • Олеся Судзиловская — «Интимные места» (за роль Светланы)                                                                          |
| Лучшая сценарная работа награду вручал Андрей Смирнов                                          | • Константин Лопушанский и Павел Финн — «Роль»                                                                                      |
| Лучшая сценарная работа награду вручал Андрей Смирнов                                          | • Александр Велединский при участии Рауфа Кубаева и Валерия Тодоровского — «Географ глобус пропил»                                  |
| Лучшая сценарная работа награду вручал Андрей Смирнов                                          | • Александр Родионов и Борис Хлебников — «Долгая счастливая жизнь»                                                                  |
| Лучшая музыка к фильму награду вручал Герард Васильев                                          | • Алексей Зубарев — «Географ глобус пропил»                                                                                         |
| Лучшая музыка к фильму награду вручал Герард Васильев                                          | • Алексей Айги — «Зеркала» |
| Лучшая музыка к фильму награду вручал Герард Васильев                                          | • Андрей Сигле — «Роль» |
| Лучшая операторская работа награду вручал Павел Чухрай                                         | • Сергей Астахов и Сергей Шульц — «Метро»                                                                                           |
| Лучшая операторская работа награду вручал Павел Чухрай                                         | • Шандор Беркеши — «Небесные жёны луговых мари»                                                                                     |
| Лучшая операторская работа награду вручал Павел Чухрай                                         | • Максим Осадчий — «Сталинград» |
| Лучшая работа звукорежиссёра награду вручал Алексей Чумаков                                    | • Ростислав Алимов — «Сталинград»                                                                                                   |
| Лучшая работа звукорежиссёра награду вручал Алексей Чумаков                                    | • Наталия Аванесова — «Роль» |
| Лучшая работа звукорежиссёра награду вручал Алексей Чумаков                                    | • Ростислав Алимов — «Метро» |
| Лучшая работа художника награду вручала Марина Лошак                                           | • Сергей Иванов — «Сталинград» |
| Лучшая работа художника награду вручала Марина Лошак                                           | • Зорикто Доржиев, Артём Хабибулин — «Небесные жёны луговых мари»                                                                   |
| Лучшая работа художника награду вручала Марина Лошак                                           | • Елена Жукова — «Роль» |
| Лучшая работа художника по костюмам награду вручал Павел Каплевич                              | • Татьяна Патрахальцева — «Сталинград»                                                                                              |
| Лучшая работа художника по костюмам награду вручал Павел Каплевич                              | • Ольга Гусак — «Небесные жёны луговых мари»                                                                                        |
| Лучшая работа художника по костюмам награду вручал Павел Каплевич                              | • Наталья Дзюбенко — «Иуда» |
| Открытие года награду вручали Вячеслав Муругов и Елена Подкаминская                            | • Жора Крыжовников (режиссёр) — «Горько!»                                                                                           |
| Открытие года награду вручали Вячеслав Муругов и Елена Подкаминская                            | • Наталья Меркулова и Алексей Чупов (режиссёры) — «Интимные места»                                                                  |
| Открытие года награду вручали Вячеслав Муругов и Елена Подкаминская                            | • Анфиса Черных (женская роль второго плана) — «Географ глобус пропил»                                                              |